# Josef Schmidt (Theologe)
Josef Schmidt CSsR (* 27. Januar 1949 in Körprich) ist ein deutscher Theologe.  

## Leben
Nach dem Abitur am Collegium Josephinum Bonn 1969 trat er den Redemptoristen bei. Er legte die erste Profess 1970 und die ewige Profess 1974 ab. Zum Diakon und Priester wurde er 1975 geweiht. Nach den philosophisch-theologischen Studien 1970–1976 an der Philosophisch-theologischen Hochschule der Redemptoristen in Geistingen studierte er von 1976 bis 1983 Mathematik an der Universität Bonn, wo er das erste und zweite Staatsexamen für das Lehramt am Gymnasium ablegte. Von 1984 bis 2001 lehrte er am Collegium Josephinum Bonn in den Fächern Mathematik und katholische Religionslehre. Er studierte von 2001 bis 2006 Bibeltheologie an der Päpstlichen Universität Gregoriana, wo er 2003 das Lizentiat erwarb und 2006 promoviert wurde. Nach Lehrtätigkeit an der Philosophisch-Theologischen Hochschule der Steyler Missionare in Sankt Augustin als Lektor und Dozent 2007–2013 wurde er 2013 zum Lehrstuhlinhaber für neutestamentliche Exegese und Einleitungswissenschaft an der Philosophisch-Theologischen Hochschule der Steyler Missionare in Sankt Augustin ernannt.
Seine Forschungsschwerpunkte sind Kirchengeschichte des 1. Jahrhunderts und neutestamentliche Prosopographie.

## Schriften
- Das Gewand der Engel. Der historische Hintergrund von Mk 16,1–8par und dessen Einfluß auf die Thematik und literarische Form der Apostelgeschichte. Hofbauer, Bonn 1999, ISBN 3-87342-023-6.
- Gesetzesfreie Heilsverkündigung im Evangelium nach Matthäus. Das Apostelkonzil (Apg 15) als historischer und theologischer Bezugspunkt für die Theologie des Matthäusevangeliums (= Forschung zur Bibel. Band 113). Echter, Würzburg 2007, ISBN 3-429-02919-8 (zugleich Dissertation, Gregoriana 2006).
- Petrus und sein Grab in Rom. Gemeindegründung, Martyrium und Petrusnachfolge in der Offenbarung des Johannes und im Hirt des Hermas (= Theologische Texte und Studien. Band 16). Olms, Hildesheim u. a. 2010, ISBN 978-3-487-14483-2.
- Jakob – Echnaton – Mose. Propheten und Interpreten des einzigen Gottes (= Theologische Texte und Studien. Band 18). Olms, Hildesheim u. a. 2013, ISBN  3-487-148811.
- Jesus und der Menschensohn – Das Buch Daniel als Bezugspunkt jesuanischer Selbstdeutung. Patrimonium, Aachen 2022, ISBN 978-3-864-17197-0.